# 快門

單反相機上常見的一種快門運行方式

不同快門速度的表現

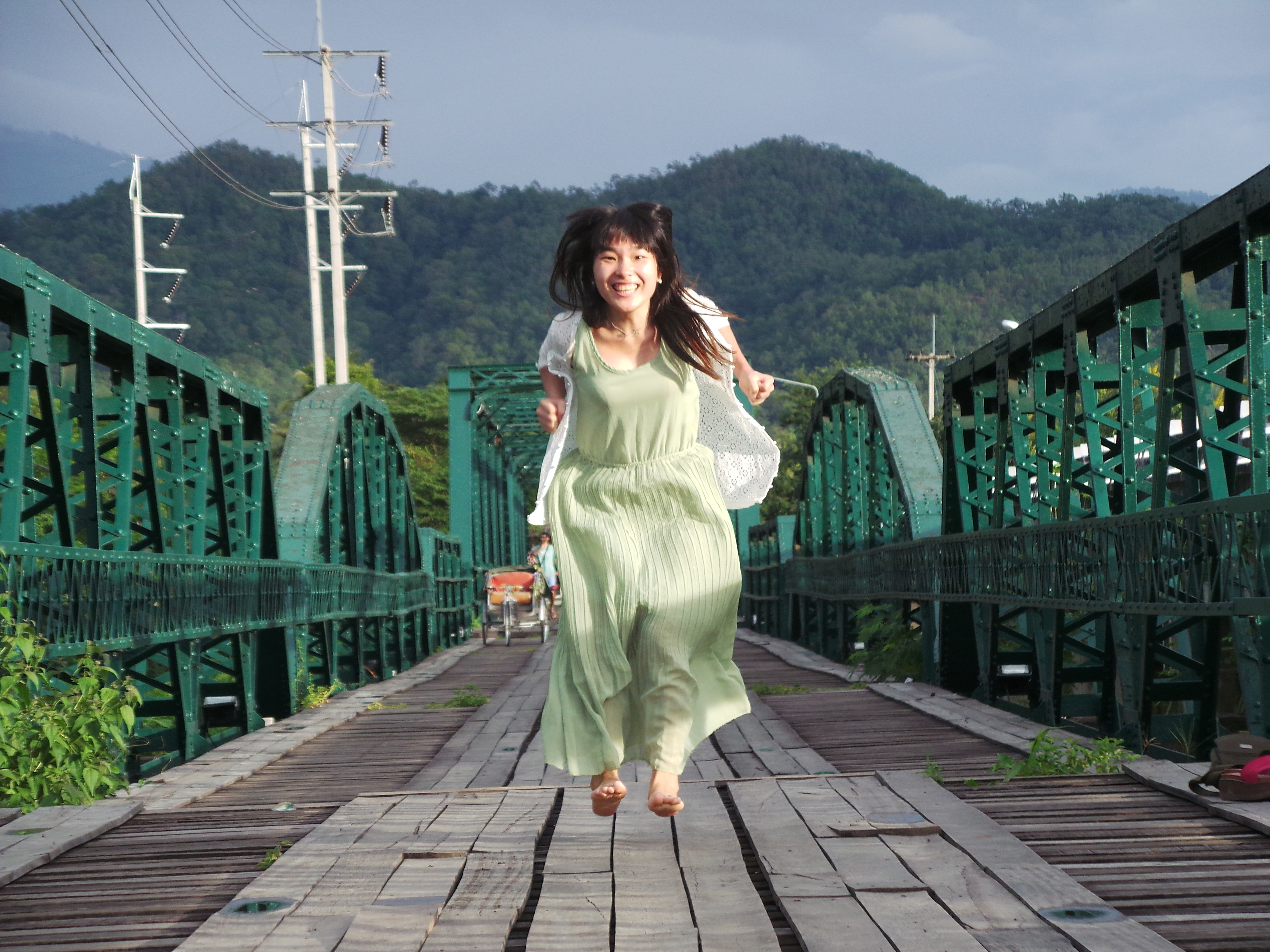
高速快門速度的例子：1/320s快門速度拍攝下，女孩跳到最高點的瞬間

快門也叫光閘，（粵語區有按英文"Shutter"音譯成「失打」一詞）是照相机中控制曝光時間的重要元件，快門時間越短，曝光時間越少。

## 按快門在相機中位置分類

### 鏡前快門
最初的快門只是一個鏡頭前的蓋子，曝光時用手把鏡頭前的蓋子取下，曝光後用手把蓋子蓋上。後來改進为氣動二葉快門。鏡前快門多用于微型相机如 爱迪飒16、密诺斯。
- 爱迪飒16的鏡頭前快門是由4片薄金属葉片组成，最高速度是 1/150秒。
- 密诺斯B 型微型相機的鏡頭前快門是由2片薄金属葉片组成，速度：T、B、1/2、1/5、1/10、1/20、1/50、1/100、1/250、1/500、 1/1000秒。

目前手機照相機的機械快門結構，幾乎都是鏡前快門
優點：結構簡單，組裝方便
缺點：因為放在鏡頭的前方，快門開口的口徑要大，為了避免遮到光路，因此快門葉片要行走的距離較長，就會導致快門速度較慢。

### 鏡間快門
許多中檔35毫米相機、中畫幅雙反相機、和近代的簡便35毫米相機，APS相機都用鏡間快門。

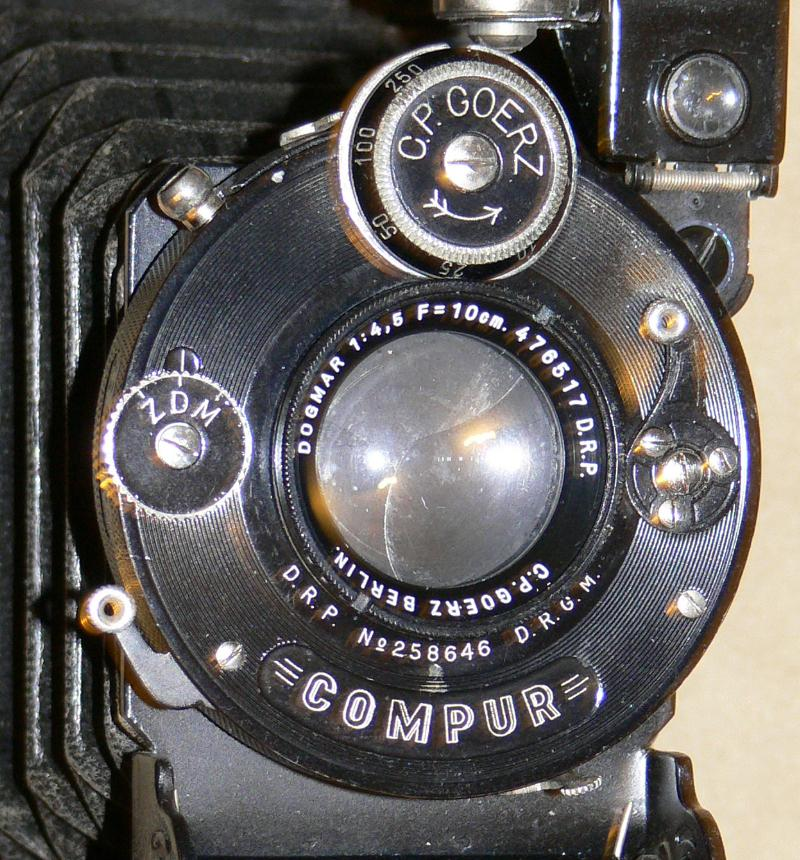
柏林哥兹廠特纳斯TENAX相機的康普快門

早期的鏡間快門由兩個小度盤控制，例如柏林哥兹（C.P.GOERZ ）厂的特纳斯（TENAX）相機用的康普鏡間快門，一個度盤控制: 1、1/2、1/5、1/10、1/25、1/50、1/100、1/250;另一度盤控制 D(相当于T)和Z(相当于B).
後来的鏡間快門都只用一個有刻度的圓周環控制.
- 同步康普快門（SYNCHRO COMPUR）

哈苏500C/M ： B, 1 至 1/500秒。

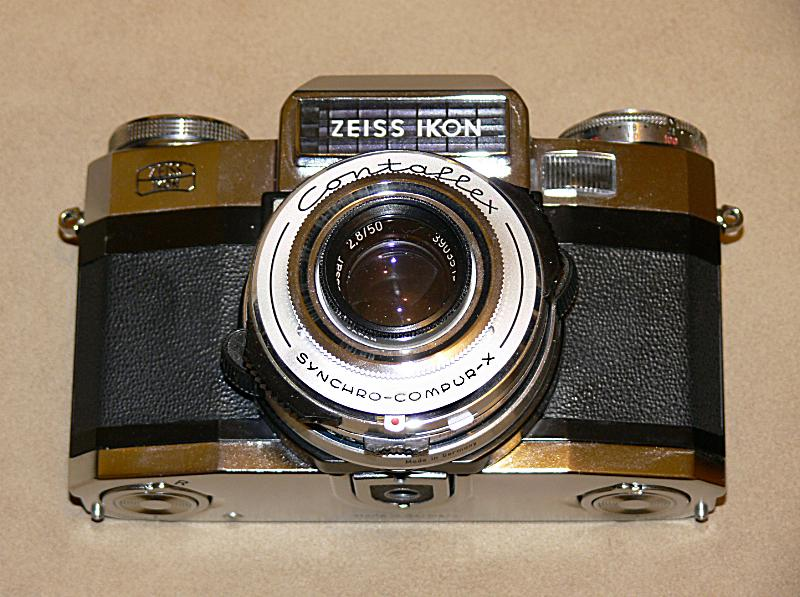
康塔超B反光機(CONTAFLEX SUPER B) 同步康普快門

蔡司依康 蔡司超级依康塔B,康塔超B反光機(CONTAFLEX SUPER B)度環：B、1、1/2、1/4、1/8、1/15、1/30、1/60、1/125、1/250、1/500.
- 普隆托快門（PRONTO）

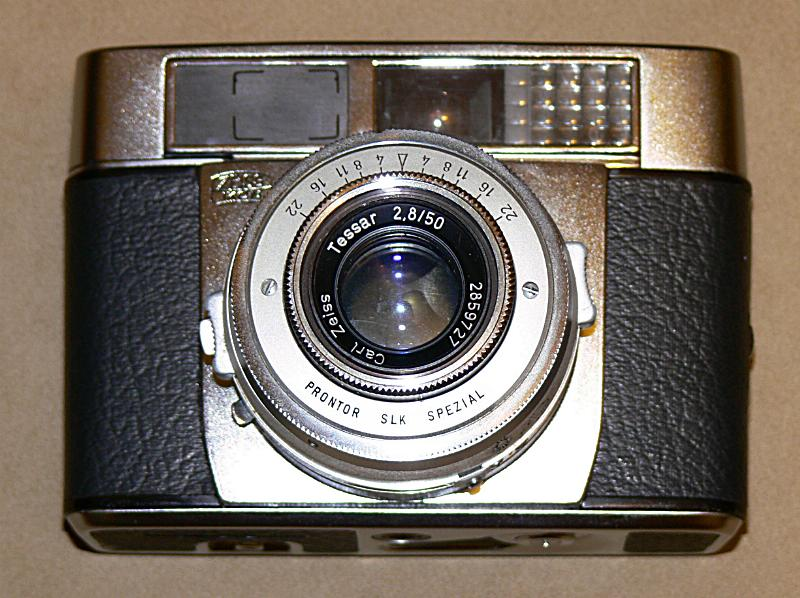
蔡司依康 CONTESSA PRONTO 快門

例如；蔡司依康 康忒飒：度環：B、1、1/2、1/4、1/8、1/15、1/30、1/60、1/125、1/250、1/500.
鏡間快門的葉片多由薄鋼片制造，有2、3、5片，以5片最普遍。
鏡間快門又通稱葉片快門。
優點：
1. 簡单而體積小，多在簡便相機中使用。
2. 閃光可以在快門的所有速度同步。

缺點：
如果需要更換鏡頭：
1. 每一個鏡頭需要一个快門（如哈蘇）。
2. 鏡間快門、光圈連同後半個鏡頭固定在照相機上，只能更换前半個鏡頭；例如科达若亭纳（RETINA）35毫米單反相機和蔡司依康的康塔超B反光機都採取這樣的設計。

### 鏡後快門

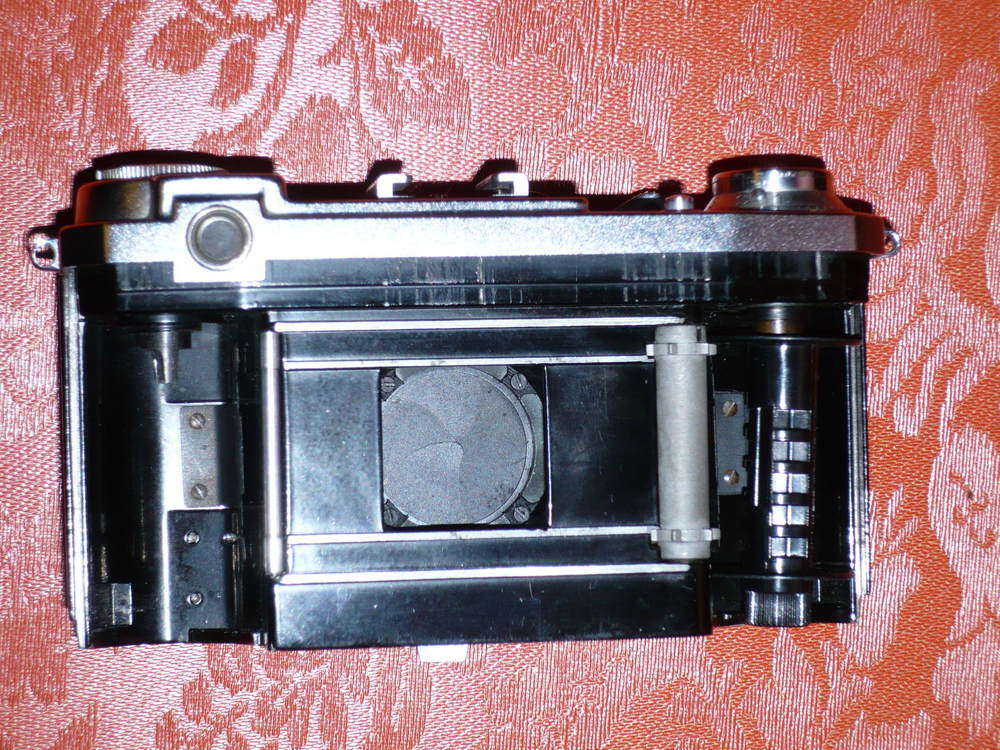
蔡司伊康　TENAX II相機的鏡後快門

- 德國 蔡司伊康 Tenax　II型35毫米相機。
- 德國 罗伯特相机
- 科寶快門（理光126相機）
- 精工舍快門（拓普康35毫米相機，興和光學SETR2 35毫米相機）

### 反光鏡快門
長城中幅單反相機DF4（DF120）的反光鏡，兼作快門。前貼反光鏡的金属版兼作快門的第一幕簾，第二幕簾是弧形金属簾。上發條時反光鏡幕簾向上移動，離開光軸，但弧形的第二幕簾也同時向上移動，阻擋光線。按下快門按紐時，弧形的第二幕簾先向下移動，稍候反光鏡幕簾跟着向下移動，兩幕簾之間形成一个間隙。間隙小快門的速度高，間隙大快門的速度低。
二戰後德國仪哈格厂（Ihagee）的早期埃克薩（Exakta）35毫米單反相機也用類似的快門，但後来的型號改為焦平面快門。

### 焦平面快門

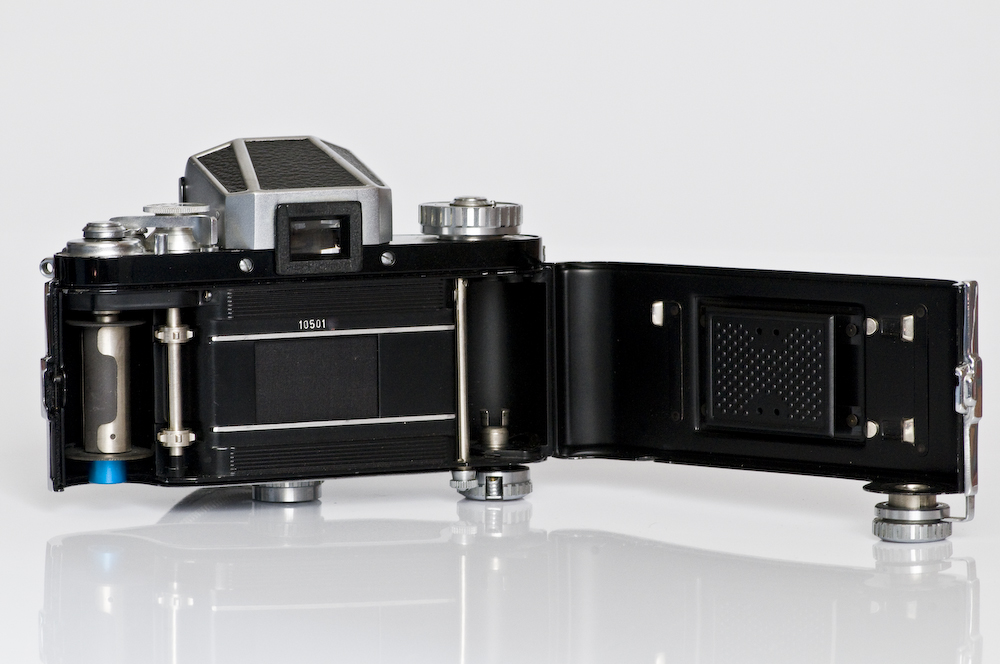
Exatka 相機的横向布簾焦平面快門

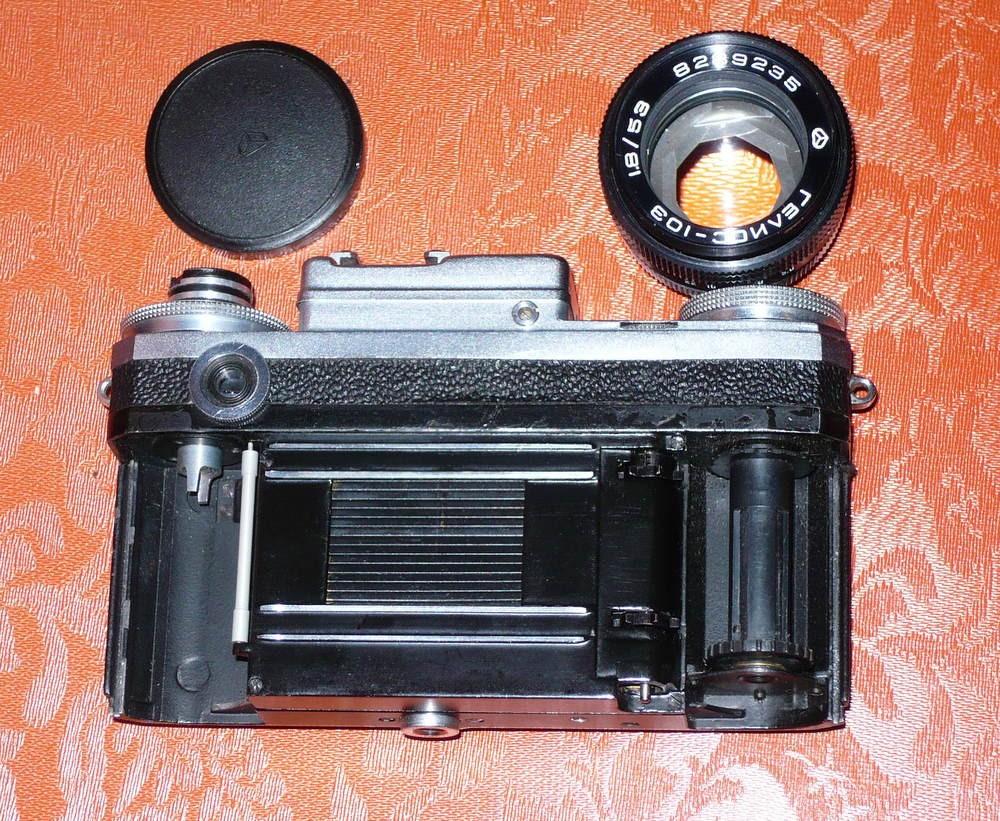
基輔相機的縱向金属捲簾焦平面快門

焦平面快門又叫幕簾快門。早期的焦平面快門是一條長型塗膠黑布，上面排了幾個長方形孔，一個比一個窄。當一個長方形孔以均匀的速度移過感光膠卷時，膠卷便曝光。孔越窄，膠卷上的光越少，快門的等效速度越高。下一步的發展是用兩片幕簾構成一个寬窄可以變化的孔。幕簾的材料有塗膠黑布和金属；金属焦平面快門的幕簾，由多片狹長金属薄片组成，各相鄰金属薄片略微重叠，不漏光線。幕簾快門開啟時的運行方向，有横向和縱向兩種。今日多數幕簾快門是用薄鋁合金片製成的，也有一些是由鈦合金製造。
由於焦平面簾幕快門在超過全開速度後是使用控制曝光範圍區來達成等效速度的結果，因此在這種快門運作過程中任一時間快門簾都未全開的狀況下，搭配使用發光時間極短的電子閃光燈時會產生無法同時照亮整個畫面的問題，該快門簾能維持快門全開的最高快門速度稱為閃燈同步速度上限。
现在絕大部分的數位單反相機所採用的均为此種快門。

## 按快門的構造分類

### 機械快門
原來的定義: 
- 相對於使用電子計時電路控制快門速度或使用電子零件提供快門動力，機械快門是指只使用彈簧或者其他機械結構，不靠電力來驅動與控制速度的快門結構。
- 大多使用機械快門的相機由於快門運作動力來自於彈簧，必須先手動進行[上弦]動作來壓緊或拉伸快門的動力彈簧，然後釋放時利用快門速度調節的彈簧或飛輪來調節各種釋放速度。

目前的定義:
- 相對於沒有機械結構的電子斷流快門，機械快門是指快門功能是由可以作動的機械零件來達成。
- 快門結構驅動方式可為彈簧、馬達、電磁閥....等元件。

### 電子快門
- 相對於機械快門的純機械方式驅動控制，電子快門是指驅動動力由馬達或電磁鐵提供，或是快門速度由石英計時電路來控制，具有運作速度快，快門時間準確度高，較易實現快門速度自動控制的優點。
- 一般較受人詬病的是電子快門設計必需有充足電力才能驅動整個系統，在電力取得不方便或電池效力下降的低溫環境下很容易讓整個系統無法運作，早期許多機種為了怕此狀況發生，雖然主要是以電子快門設計，但仍備有一或兩個不需電力驅動的機械快門速度供作備用。
- 電子快門控制電路相較於全機械設計的機械快門組件較容易受潮損壞，一定時間後的產品也常因為產品使用的電子零件停產難以取得造成後續維修困難。
- 复式电磁快门。
- 全电磁快门的控制机构由电磁铁组成(行業內的術語叫做電磁閥)，控时机构由电子线路组成。今日电磁快门的电子线路中都用石英片为计时元件，因此电磁快门远比机械快门准确。

### 電子斷流快門

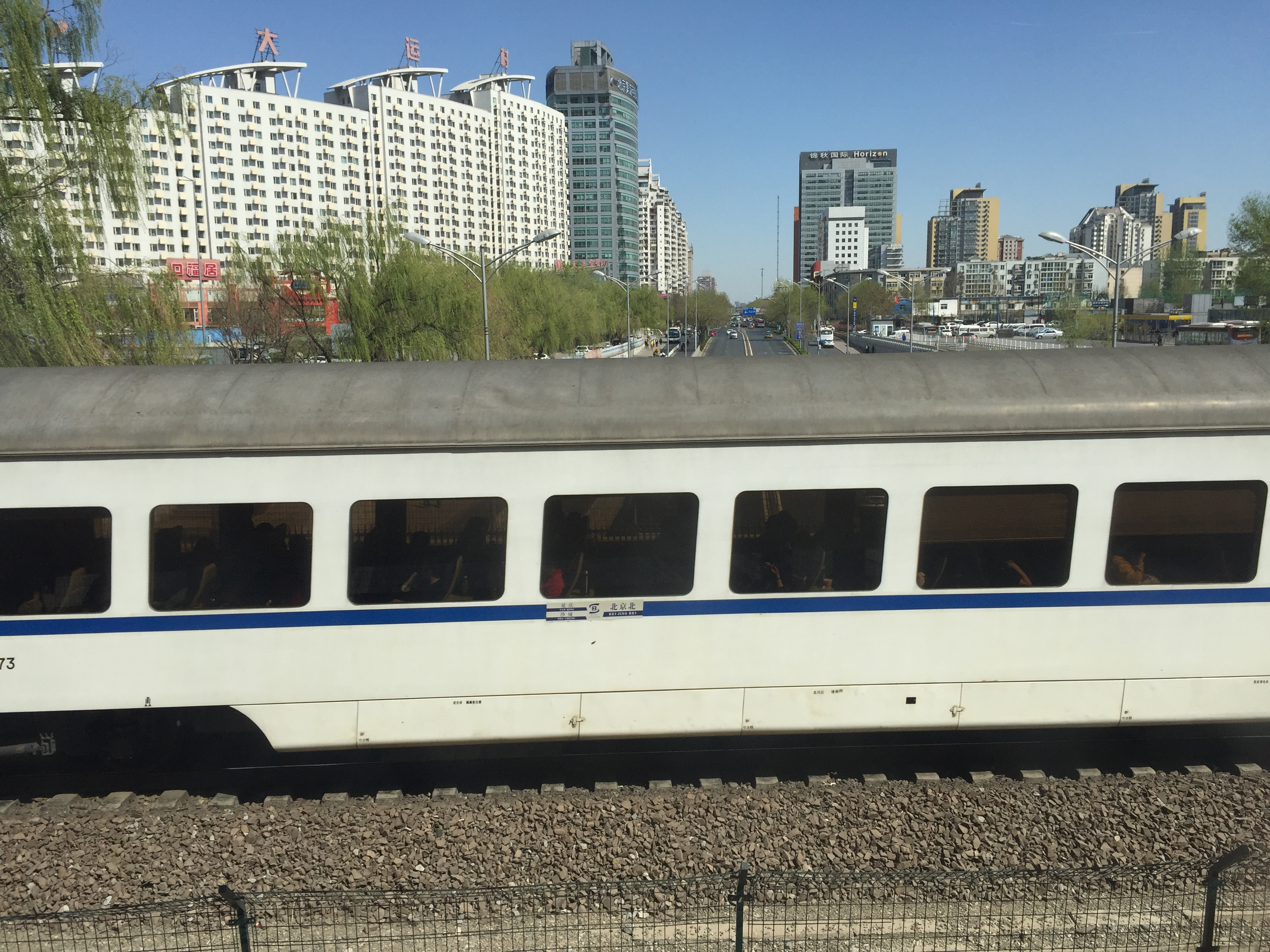
圖中列車的窗户因果凍現象產生影像歪斜而成像為平行四邊形

- 在數位感光元件上利用電子信號控制感光元件截取信號的ON/OFF狀態來達成，因為完全沒有機械結構，因此可以做到非常高速的快門速度或很快的影像捕捉頻率。
- 這種設計因為缺乏機械快門遮光，容易產生影像暗電流校準不良，或是在極端曝光環境下讀取曝光資料時受到外部持續照射在感光元件上的環境光干擾（例如常見的高光溢出現象）。
- 許多注重成本控制的數位相機會利用這種設計藉此省卻機械快門的成本，或是搭配成本較低的機械快門（例如慢度較慢的單片焦平面快門或光圈快門）來兼顧品質與成本間的平衡。
- 現代電子攝影機多半使用這種類型的快門設計，但有些感光元件基於循序讀出的特性，在受攝物移動速度與資料擷取速度成一個相對關係時，會產生一種稱為果凍現象的影像歪斜狀況。
- 大多消費級數位相機設計上都是僅使用電子斷流快門，或是電子斷流快門搭配機械式光圈快門。
- Canon 1D是使用機械式的簾幕縱走快門搭配電子式的CCD斷流快門，最高速的快門速度是使用CCD斷流快門達成，其他快門速度是由機械式的簾幕縱走快門達成。
- Nikon D70使用機械單片焦平面快門搭配電子式的CCD斷流快門，一般認為該機械焦平面快門只支持到1/250左右的快門速度，其餘都是使用CCD斷流快門達成，發售後不久即被大量用戶投訴在拍攝具有強烈的點光源畫面時會產生高光溢出現象。
- 高光溢出就是畫面中太過強烈的光線對已經是停止曝光狀態的CCD畫素依然造成電荷過度飽和，導致電荷從一個畫素溢出到鄰近的畫素裡，如潰堤一般的蔓延直到這些多餘的電荷可被較空的畫素容忍，所有這些給灌滿電荷的畫素讀出的資訊都呈現全白，在拍攝畫面中可以看到這道電荷洪流造成一道不正常的白色痕跡。

## 快門的性能指標
1. 快門速度（闪光同步速度）(T3):
通常定義成快門由全開到全關的時間
2. 快門延遲時間(T1):
快門由接到動作的命令一直到快門葉片開始遮住光路的時間
3. 等效曝光時間(Te):
一般算法為 Te=T1+0.5*T3

## 快门效率
拍高速运动一般要1/500以上，闪光同步的快门的速度一般是1/200，有的相机是1/160.
一般情况用1/125秒，这也是影棚常用的快门速度。
追随一般用1/60，光线较暗时，快门速度低之1/30。
拍流水用1/8可以拍出流动效果。
更低的快门速度做光涂鸦。

## 長時間快門

### B快門
當快門鈕按下時，即開啟快門，直到放開快門鈕，才將快門關閉，這種快門稱作B快門。

### T快門
與B快門功能一樣，只是於第二次按下快門紐才將快門關閉，較常見於傳統機械式單眼相機，目前大部份相機己無此裝備。

### X快門
通常是指閃光燈同步開啟的快門速度。

## 快門線
快門線指連接相機快門的控制線，可用於遠距離控制相機快門，也有助於減少按下相機快門時產生的震動。傳統的快門線為機械式，直接鎖在快門按鈕上，類似針筒，按壓內部的金屬線會推擠快門按鈕以按下快門。目前新式的快門線以電子方式控制快門，有線控及遙控兩種。也有智慧型手機連接相機專用的APP，使用無線來控制相機快門。